# Ronde van Spanje 2019/Derde etappe
De derde etappe van de Ronde van Spanje 2019 werd verreden op 26 augustus tussen Ibi en Alicante. De etappe leek gemaakt te zijn voor een massasprint; er waren weinig noemenswaardige hindernissen. De zege ging naar de Ierse sprinter Sam Bennett, zijn landgenoot Nicolas Roche bleef klassementsleider.
| Ibi – Alicante (188 km) |                     |                               |          |
| Plaats                  | Naam                | Ploeg                         | Tijd     |
| 1                       | Sam Bennett         | BORA-hansgrohe                | 4u25'02" |
| 2                       | Edward Theuns       | Trek-Segafredo                | z.t.     |
| 3                       | Luka Mezgec         | Mitchelton-Scott              | z.t.     |
| 4                       | Jon Aberasturi      | Caja Rural-Seguros RGA        | z.t.     |
| 5                       | Phil Bauhaus        | Bahrain-Merida                | z.t.     |
| 6                       | Maximiliano Richeze | Deceuninck–Quick-Step         | z.t.     |
| 7                       | Fabio Jakobsen      | Deceuninck–Quick-Step         | z.t.     |
| 8                       | Cyril Barthe        | Euskadi Basque Country-Murias | z.t.     |
| 9                       | Szymon Sajnok       | CCC Team                      | z.t.     |
| 10                      | Clément Venturini   | AG2R La Mondiale              | z.t.     |

| Algemeen klassement |                    |                       |          |
| Plaats              | Naam               | Ploeg                 | Tijd     |
| Rode trui           | Nicolas Roche      | Team Sunweb           | 9u51'14" |
| 2                   | Nairo Quintana     | Movistar Team         | + 2"     |
| 3                   | Rigoberto Urán     | EF Education First    | + 8"     |
| 4                   | Mikel Nieve        | Mitchelton-Scott      | + 22"    |
| 5                   | Miguel Ángel López | Astana Pro Team       | + 33"    |
| 6                   | Primož Roglič      | Team Jumbo-Visma      | + 35"    |
| 7                   | Sergio Higuita     | EF Education First    | + 37"    |
| 8                   | Wilco Kelderman    | Team Sunweb           | + 38"    |
| 9                   | Davide Formolo     | BORA-hansgrohe        | + 46"    |
| 10                  | Rafał Majka        | BORA-hansgrohe        | z.t.     |
|                     |                    |                       |          |
| 25                  | Philippe Gilbert   | Deceuninck–Quick-Step | + 1'41"  |

1e etappe ·
2e etappe ·
3e etappe ·
4e etappe ·
5e etappe ·
6e etappe ·
7e etappe ·
8e etappe ·
9e etappe ·
10e etappe ·
11e etappe ·
12e etappe ·
13e etappe ·
14e etappe ·
15e etappe ·
16e etappe ·
17e etappe ·
18e etappe ·
19e etappe ·
20e etappe ·
21e etappe
Startlijst · Eindstanden · Afbeeldingen